# Uruguay en el torneo masculino de fútbol de los Juegos Panamericanos de 2015
La Selección de Uruguay fue uno de los 8 equipos participantes del Torneo masculino de fútbol de los Juegos Panamericanos de 2015, torneo que se llevó a cabo entre el 12 de julio y el 26 de julio de 2015 en Canadá.
En el sorteo la Selección de Uruguay quedó emparejada en el Grupo B junto con Paraguay, Trinidad y Tobago y México.

## Preparación
Uruguay clasificó a los Juegos Panamericanos, luego de terminar en tercer lugar en el Campeonato Sudamericano Sub-20.
En principio se iban a comenzar los entrenamientos el 25 de junio, pero finalmente comenzaron el 29 de junio. Realizaron el primer partido amistoso contra la selección sub-18, empataron 2 a 2, con goles de Junior Arias y Michael Santos. El 4 de julio disputaron un amistoso contra jugadores de la Mutual y ganaron 2 a 0, con un gol de Brian Lozano y otro en contra.
Los jugadores Nahitan Nández y Gastón Guruceaga fueron convocados, pero Peñarol no los cedió para que hagan la pretemporada con el club, también Mauro Arambarri fue citado inicialmente pero debido a una operación nasal, el jugador de Defensor Sporting fue descartado en la selección. En lugar de los tres jugadores fueron convocados Fernando Gorriarán, Gastón Olivera y Cristian Tabó. Luego se confirmó el pase de Tabó al Atlas de México y el club no lo liberó, por lo que fue llamado Juan Cruz Mascia en su lugar. En un entrenamiento con la selección, se lesionó Matías Santos, jugador de Wanderers, en su lugar fue convocado Gastón Faber, de Danubio.

### Partidos amistosos
| Fecha              | Lugar     |                |                    | Resultado |                    |                |
| ------------------ | --------- | -------------- | ------------------ | --------- | ------------------ | -------------- |
| 1 de julio de 2015 | Canelones | Uruguay Sub-22 | Bandera de Uruguay | 2:2       | Bandera de Uruguay | Uruguay Sub-18 |
| 4 de julio de 2015 | Canelones | Uruguay Sub-22 | Bandera de Uruguay | 2:0       | Bandera de Uruguay | Mutual         |

## Jugadores
Datos correspondientes a la situación previa al torneo.

## Participación

### Fase de grupos

#### Fecha 1
| 13 de julio de 2015, 17:30 | Trinidad y Tobago | 0:4 (0:3) | Uruguay                                                 | Tim Hortons Field, Hamilton |                         |
|                            |                   | Reporte   | 5' Formiliano · 19' Ricca · 30' Albarracín · 69' Lozano | Árbitro(s): Óscar Reyna     | Árbitro(s): Óscar Reyna |

#### Fecha 2
| 17 de julio de 2015, 17:30 | México      | 1:0 (0:0) | Uruguay | Tim Hortons Field, Hamilton |                        |
|                            | Silva 90+3' | Reporte   |         | Árbitro(s): Marco Brea      | Árbitro(s): Marco Brea |

#### Fecha 3
| 21 de julio de 2015, 20:30 | Uruguay       | 1:0 (0:0) | Paraguay | Tim Hortons Field, Hamilton |                         |
|                            | Gorriarán 52' | Reporte   |          | Árbitro(s): Óscar Reyna     | Árbitro(s): Óscar Reyna |

| Equipo            | Pts | PJ | PG | PE | PP | GF | GC | DIF |
| ----------------- | --- | -- | -- | -- | -- | -- | -- | --- |
| México            | 7   | 3  | 2  | 1  | 0  | 6  | 3  | +3  |
| Uruguay           | 6   | 3  | 2  | 0  | 1  | 5  | 1  | +4  |
| Paraguay          | 4   | 3  | 1  | 1  | 1  | 6  | 3  | +3  |
| Trinidad y Tobago | 0   | 3  | 0  | 0  | 3  | 3  | 13 | -10 |

|  | Clasificados para la Fase final. |

### Fase final

#### Semifinal
| 23 de julio de 2015, 17:30 | Brasil      | 1:2 (0:0) | Uruguay                  | Tim Hortons Field, Hamilton |                           |
|                            | Clayton 74' |           | 85'Schetino · 87' Santos | Árbitro(s): José Peñaloza   | Árbitro(s): José Peñaloza |

#### Final
| 26 de julio de 2015, 13:00 | Uruguay    | 1:0 (1:0) | México | Tim Hortons Field, Hamilton |                         |
|                            | Lozano 11' | Reporte   |        | Árbitro(s): Óscar Reyna     | Árbitro(s): Óscar Reyna |

## Estadísticas

### Generales
| Pts | PJ | PG | PE | PP | GF | GC | Dif | Resultado      |
| --- | -- | -- | -- | -- | -- | -- | --- | -------------- |
| 12  | 5  | 4  | 0  | 1  | 8  | 2  | +6  | Medalla de Oro |

### Goleadores
| Jugador             | Goles | Jugada | Cabeza | T. libre | Penal |
| ------------------- | ----- | ------ | ------ | -------- | ----- |
| Brian Lozano        | 2     | 0      | 0      | 2        | 0     |
| Nicolás Albarracín  | 1     | 0      | 0      | 1        | 0     |
| Federico Ricca      | 1     | 0      | 1      | 0        | 0     |
| Fabricio Formiliano | 1     | 1      | 0      | 0        | 0     |
| Fernando Gorriarán  | 1     | 1      | 0      | 0        | 0     |
| Michael Santos      | 1     | 1      | 0      | 0        | 0     |
| Andrés Schetino     | 1     | 1      | 0      | 0        | 0     |

### Participación de jugadores
| #  | Pos        | Jugador             | PJ | Minutos Jugados | Goles recibidos | Arco en cero | Tarjetas Amarillas | Doble Tarjeta Amarilla y Roja | Tarjetas Rojas |
| -- | ---------- | ------------------- | -- | --------------- | --------------- | ------------ | ------------------ | ----------------------------- | -------------- |
| 1  | Guardameta | Guillermo De Amores | 5  | 450             | 2               | 3            | 2                  | 0                             | 0              |
| 12 | Guardameta | Gastón Olivera      | 0  | 0               | 0               | 0            | 0                  | 0                             | 0              |

| #  | Pos            | Jugador             | PJ | Minutos Jugados | Goles | Asistencias | Tarjetas Amarillas | Doble Tarjeta Amarilla y Roja | Tarjetas Rojas |
| -- | -------------- | ------------------- | -- | --------------- | ----- | ----------- | ------------------ | ----------------------------- | -------------- |
| 2  | Defensa        | Sebastián Gorga     | 4  | 343             | 0     | 0           | 2                  | 0                             | 0              |
| 3  | Defensa        | Federico Ricca      | 5  | 448             | 1     | 0           | 1                  | 0                             | 0              |
| 4  | Defensa        | Mauricio Lemos      | 3  | 29              | 0     | 0           | 0                  | 0                             | 1              |
| 5  | Centrocampista | Andrés Schetino     | 4  | 231             | 1     | 0           | 0                  | 0                             | 0              |
| 6  | Defensa        | Fabricio Formiliano | 4  | 360             | 1     | 0           | 2                  | 0                             | 0              |
| 7  | Centrocampista | Facundo Castro      | 4  | 81              | 0     | 0           | 0                  | 0                             | 0              |
| 8  | Delantero      | Juan Cruz Mascia    | 4  | 174             | 0     | 0           | 0                  | 0                             | 0              |
| 9  | Delantero      | Junior Arias        | 4  | 207             | 0     | 0           | 1                  | 0                             | 0              |
| 10 | Delantero      | Michael Santos      | 5  | 449             | 1     | 0           | 0                  | 0                             | 0              |
| 11 | Centrocampista | Ignacio González    | 5  | 148             | 0     | 0           | 1                  | 0                             | 0              |
| 13 | Defensa        | Erick Cabaco        | 1  | 90              | 0     | 0           | 0                  | 0                             | 0              |
| 14 | Centrocampista | Gastón Faber        | 3  | 270             | 0     | 0           | 1                  | 0                             | 0              |
| 15 | Centrocampista | Fernando Gorriarán  | 4  | 316             | 1     | 0           | 1                  | 0                             | 0              |
| 16 | Centrocampista | Nicolás Albarracín  | 5  | 374             | 1     | 1           | 0                  | 0                             | 0              |
| 17 | Defensa        | Mathías Suárez      | 5  | 450             | 0     | 0           | 1                  | 0                             | 0              |
| 18 | Centrocampista | Brian Lozano        | 5  | 450             | 2     | 1           | 2                  | 0                             | 0              |